# Subintabulat
Subintabulat – zabezpieczenie wierzytelności poprzez obciążenie hipoteką innej wierzytelności zabezpieczonej hipotecznie. Wierzyciel uprawniony z tytułu subintabulatu może dochodzić zapłaty własnej wierzytelności bezpośrednio od właściciela nieruchomości (zazwyczaj dłużnika wierzytelności obciążonej) z pominięciem wierzyciela wierzytelności hipotekowanej (wierzyciela hipotecznego, intabulowanego). Równocześnie właściciel nieruchomości ma obowiązek zapłaty długu hipotecznego nie swojemu wierzycielowi, lecz właśnie wierzycielowi subintabulowanemu. Od tego obowiązku nie zwalnia go nawet fakt, iż wierzytelność wierzyciela subintabulowanego nie jest jeszcze wymagalna.
Zapłata dokonana na rzecz subintabulowanego wierzyciela powoduje wygaśnięcie hipoteki ustanowionej na rzecz wierzyciela hipotecznego do wysokości uiszczonej sumy.
Wierzytelność zabezpieczona hipotecznie może być przedmiotem kilku hipotek. O zasadach zaspokajania kolejnych wierzycieli subintabulowanych decyduje wówczas moment powstania poszczególnych hipotek.
Subintabulat ogranicza w prawach wierzyciela hipotecznego. W szczególności nie może on, bez zgody wierzyciela subintabulowanego, doprowadzić do zgaśnięcia wierzytelności własnej bez zaspokojenia swojego wierzyciela. Tym samym niedopuszczalne jest zwolnienie dłużnika hipotecznego z długu ani potrącenie wierzytelności hipotekowanej.
Instytucja subintabulatu pojawiła się na ziemiach polskich już w 1818 roku. Pozytywnie przyjęta przez doktrynę funkcjonowała także w okresie międzywojennym oraz – na mocy dekretu z 11 października 1946 roku Prawo rzeczowe – po II wojnie światowej. Na znaczeniu ten rodzaj hipoteki stracił w okresie gospodarki scentralizowanej, co stało się przyczyną pominięcia go w ustawie o księgach wieczystych i hipotece z 1982 roku. Wraz ze zmianą ustroju ustawodawca przyjął, iż w miarę rozwoju gospodarki rynkowej subintabulat stanie się znowu atrakcyjną formą rzeczowego zabezpieczenia. Znalazło to wyraz w reaktywowaniu go nowelizacją z 1991 roku. Obecne brzmienie przepisów (art. 108¹ i nast. ustawy) jest nieomal identyczne z art. 238-243 dawnego Prawa rzeczowego. Należy jednak zaznaczyć, iż wbrew oczekiwaniom w praktyce subintabulat zupełnie nie funkcjonuje. Jego gospodarczą rolę częściowo pełnią listy zastawne banków hipotecznych.